# The Alarm (periodico)
Il The Alarm è stato un periodico anarchico fondato da Albert Parsons e pubblicato a Chicago negli anni '80 dell'Ottocento. Il settimanale era il più importante periodico anarchico in lingua inglese dell'epoca.

## Storia
Il primo numero del The Alarm fu pubblicato il 4 ottobre 1884 a Chicago, come organo ufficiale dell'International Working People's Association (IWPA). Al momento del suo lancio, il The Alarm era uno degli otto giornali negli Stati Uniti a dichiarare la propria fedeltà alle idee anarchiche dell'IWPA, e l'unico pubblicato in inglese. L'editore del giornale era Albert R. Parsons, originario del sud ed ex vicedirettore del settimanale del Socialist Labour Party of America, The Socialist. Parsons, membro dell'American Typographical Union così come dei Knights of Labor, aumentò la propria attività sindacale in seguito al lancio del The Alarm.
Degli otto giornali affiliati a livello nazionale con l'IWPA, cinque venivano pubblicati nella sola Chicago. Essi erano i quotidiani in lingua tedesca Arbeiter-Zeitung, Der Vorbote e Der Fackel, e il settimanale in lingua ceca Budoucnost. Il giornale durante la prima parte del 1886 dichiarò una tiratura di 3000 copie, una cifra inferiore agli altri giornali non in lingua inglese.

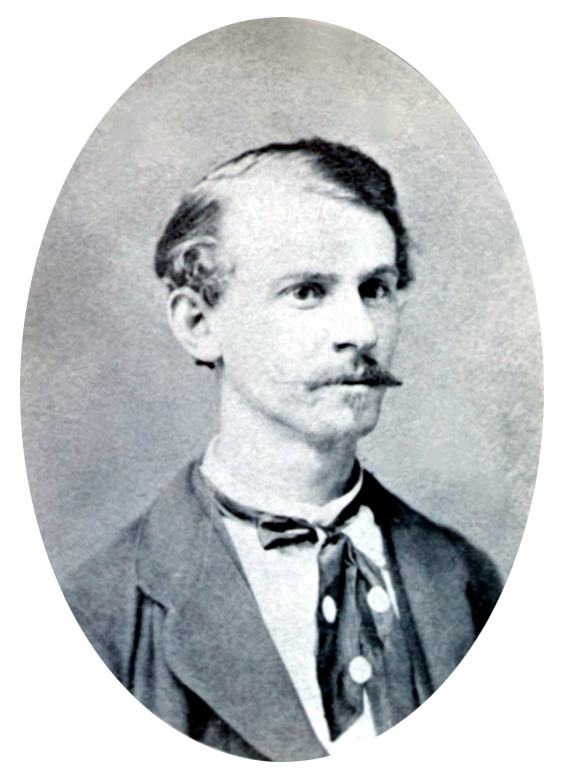
Albert Parsons, editore del The Alarm, fu uno dei giustiziati per l'attentato anarchico di Chicago del 4 maggio 1886.

Altri contributori, oltre allo stesso Albert Parsons, furono Lucy Parsons, CS Griffin e Dyer D. Lum, e Lizzie M. Holmes, che scrisse sotto lo pseudonimo di "May Huntley", così come con il suo nome da nubile, "Lizzie M. Swank",
Il The Alarm si presentò come la voce ufficiale in lingua inglese dell'International Working People's Association. Durante la sua attività si scagliò contro la proprietà privata e il sistema del lavoro salariato, descritto come la causa principale di un'ampia gamma di problemi sociali. Il giornale sosteneva che lo Stato era un meccanismo che favoriva le ingiustizie sociali, nonché uno strumento per la soppressione della libertà politica individuale. Parsons ei suoi collaboratori annunciarono che il loro compito era la distruzione della proprietà privata dei mezzi di produzione. Se questo dovesse essere eliminato, si sosteneva, i mali sociali come la povertà, la criminalità e la guerra sarebbero caduti di pari passo con il crollo del vecchio ordine economico. Il The Alarm sosteneva inoltre la propaganda del fatto e gli ideali anarchici.
(The Alarm)
Sul The Alarm comparvero consigli pratici sulla fabbricazione e l'uso della dinamite, della nitroglicerina e degli ordigni esplosivi, incluso un articolo sulla fabbricazione di bombe intitolato "The Weapon of the Social Revolutionist Placed Within the Reach of All" (L'arma del rivoluzionario sociale posto alla portata di tutti) e un altro sulla creazione di dinamite nei laboratori domestici intitolato "A Practical Lesson on Popular Chemistry: The Manufacture of Dynamite Made Easy" (Una lezione pratica sulla chimica popolare: la produzione della dinamite resa facile).
Questo orientamento politico rese il giornale stesso un bersaglio all'indomani della rivolta di Haymarket. Il The Alarm fu chiuso il 4 maggio 1886, e il suo fondatore Albert Parsons divenne latitante, prima di consegnarsi alla polizia di Chicago per il processo. L'ultima edizione del giornale curata da Parsons fu quella del 24 aprile 1886.
Il 5 novembre 1887, appena una settimana prima dell'esecuzione di Parson per impiccagione, l'attivista politico Dyer D. Lum rilanciò il The Alarm, cominciando la pubblicazione con il numero 1. Lum riuscì a continuare a pubblicare il giornale fino al 22 aprile 1888, momento in cui la pubblicazione fu temporaneamente sospesa. Il 16 giugno 1888 tornò nuovamente a essere stampato, prima di cessare definitivamente le pubblicazioni nel febbraio 1889.